# Cieśnina Bassa

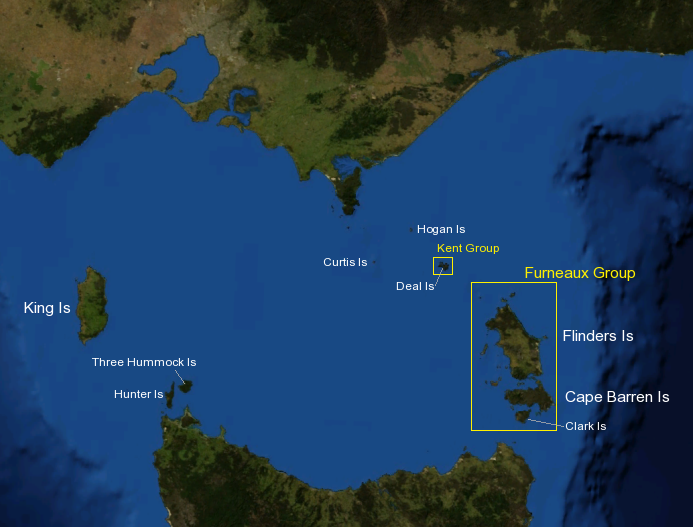
Mapa Cieśniny Bassa

Cieśnina Bassa (ang. Bass Strait) – cieśnina między Australią (Wiktoria) a Tasmanią. Na zachodzie sąsiaduje z Wielką Zatoką Australijską (Ocean Indyjski), na wschodzie z Morzem Tasmana (Ocean Spokojny). Jej powierzchnia to 70 000 km², długość 490 km, szerokość 287 km (niecałe 200 km w najwęższym miejscu – między Wilsons Promontory a przylądkiem, na którym leży miasto Stanley). Temperatura wód powierzchniowych ok. 14 °C. Zasolenie około 35‰.
Odkryta w 1798 przez Matthew Flindersa, który nazwał ją nazwiskiem doktora ze swojego statku, George’a Bassa.
Znajdują się tu wyspy: King, Wyspa Flindersa. U wybrzeży zatoki Port Phillip leży port Melbourne.
Cieśnina jest niebezpieczna dla żeglugi z powodu częstych sztormów, silnych prądów morskich i stosunkowo niewielkiej głębokości (ok. 50-90 m) oraz wielkich fal morskich (ponad 15 m wysokości). Cieśnina Bassa uważana jest za jedną z najtrudniejszych tras morskich na świecie.
Niebezpieczne są także rafy koralowe w pobliżu wyspy King. Zatonęło bądź zaginęło w tym miejscu tak wiele statków (ok. 100 udokumentowanych katastrof, głównie w XIX wieku) i samolotów, że porównuje się ten akwen, nazywany Wybrzeżem Wraków, do Trójkąta Bermudzkiego. Nigdy nie odnaleziono wielu ładunków złota, co najwyżej drobne skarby, jak garść srebrnych monet lub porcelana. Niektóre z miejsc katastrof morskich, np. Loch Ard Gorge w parku narodowym Port Campbell National Park, stały się atrakcją turystyczną. Wpływanie od zachodu w tę cieśninę nazywano przeciskaniem się przez ucho igielne.
W 1966 r. dowiercono się tu do pokładów ropy naftowej, przez co cieśnina stała się trzecim australijskim regionem ropodajnym. Obecnie u wybrzeży australijskich wydobywa się ropę naftową i gaz ziemny (pola naftowe m.in. Barracouta, Flounder, Marlin A i B), a przez cieśninę prowadzą podwodne rurociągi dostarczające gaz do zakładu w okolicach Sale.